# Väinatamm
Väinatamm je naziv najvećeg nasipa u Estoniji na estonskoj državnoj cesti 10. Nasip, otvoren 1896., povezuje otok Muhu, koji se nalazi između Saaremaa i kopna, sa otokom Saaremaa. Izgradnja nasipa skratila je morski prijelaz između kontinenta i Saaremaa za otprilike polovicu, a vrijeme tranzita još više. Godine 1917. nasip je bio mjesto teških borbi tijekom operacije Albion, dok su njemačke biciklističke trupe pokušavale odsjeći i okružiti ruske snage koje su se povlačile, dok su osiguravale put do Muhua.
Od 2022. planirano je napraviti otvore u nasipu kako bi se poboljšala ekološka situacija u tjesnacu Väike.

## Vanjske poveznice
|  | Zajednički poslužitelj ima još gradiva o temi Väinatamm |